# Maria Kusche
Maria Kusche (Málaga, 1928-2012) fue una historiadora del arte española de ascendencia alemana, especialista en pintores de la corte real de Felipe II de España, en particular Sofonisba Anguissola, Juan Pantoja de la Cruz y Alonso Sánchez Coello.

## Biografía
Maria Kusche nació en 1928 de padres alemanes que habían emigrado y se conocieron en Málaga. Su padre, Ernesto (nacido Ernst) Kusche (1878-1965), fue un líder empresarial y cofundador de Baquera, Kusche & Martin SA (Bakumar), que llegó a ser considerada como la mayor empresa de transporte y aduanas terrestre y marítima de España. Una calle cercana al Aeropuerto de Málaga (Calle Ernesto Kusche) todavía lleva su nombre. Su madre, nacida Elisabeth Strandes (1892-1967), era hija del comerciante y senador de Hamburgo Justus Strandes.
Kusche estudió historia del arte en la Universidad Complutense de Madrid con los profesores Francisco Javier Sánchez Cantón y José Manuel Pita Andrade y continuó sus estudios en Alemania en la Universidad de Friburgo, la Universidad de Marburgo, y finalmente en la Universidad de Bonn, donde completó su trabajo de doctorado sobre el pintor de la corte del siglo XVI Juan Pantoja de la Cruz, supervisado por Herbert von Einem.
En 1963 se casó con Winfried Zettelmeyer, economista especializado en desarrollo, con quien vivió en varios países africanos y latinoamericanos. Tuvieron dos hijos, Jeromin (nacido en 1964) y Florian (nacido en 1968), quienes también se dedicaron a las ciencias sociales.

## Investigación
Kusche fue una de las principales investigadoras sobre Sofonisba Anguissola, una destacada artista del siglo XVI. En 1992 identificó el Retrato de la Infanta Isabel Clara Eugenia del Prado, que actualmente se conserva en la embajada española en París, como pintado por Anguissola.
Kusche cuestionó con éxito la atribución tradicional a El Greco de la Dama con abrigo de piel, un retrato icónico que anteriormente se encontraba en la galería española de Luis Felipe I en el Louvre y que desde 1853 se conserva en Pollok House en Glasgow. En una conferencia de 1990 en el Museo del Prado, lo identificó como un retrato de Catalina Micaela de España realizado por Anguissola, desarrollando argumentos anteriores hechos por Elías Tormo en 1913 y Carmen Bernis Madrazo en 1986. Un posterior análisis radiográfico confirmó sus argumentos estilísticos contra la autoría del Greco, aunque sus autores optaron por atribuir el cuadro a Alonso Sánchez Coello.

## Trabajos seleccionados
- Wo die Maultiertreiber singen. Eine Familiengeschichte aus Andalusien , Recklinghausen: Georg Bitter Verlag, 1987,ISBN 9783790303520
- Sofonisba Anguissola: A Renaissance Woman (con Sylvia Ferino-Pagden), Washington D. C.: Museo Nacional de Mujeres en las Artes, 1995,ISBN 9780940979314
- Retratos y retratadores : Alonso Sánchez Coello y sus competidores Sofonisba Anguissola, Jorge de la Rúa y Rolán Moys, Madrid: Fundación de Apoyo a la Historia del arte Hispánico, 2003,ISBN 9788493289140
- Juan Pantoja de La Cruz y sus seguidores. Bartolomé González, Rodrigo de Villandrando y Antonio López Polanco , Madrid: Fundación de Apoyo a la Historia del Arte Hispánico, 2007,ISBN 978-84-935054-2-4
- Prefacio de Hora temprana. Poemas y cartas, poemario de Sol Acín (editado por Ismael Gracia), Zaragoza: Prensas de la Universidad de Zaragoza, 2014,ISBN 978-8415770473 . Maria Kusche fue amiga de toda la vida de Acín.[2]